# دواس (نجرة)

تعديل مصدري - تعديل

دواس هي إحدى قرى عزلة دواس بمديرية نجرة التابعة لمحافظة حجة، بلغ تعداد سكانها 1664 نسمة حسب تعداد اليمن لعام 2004.